# Louis-Hyacinthe Levesque
Pour les articles homonymes, voir Levesque.
Pour les autres membres de la famille, voir Famille Levesque.
Louis-Hyacinthe Levesque, né le 21 janvier 1774 à La Roche-Bernard (Morbihan) et mort le 5 février 1840 à Paris, est un armateur, négociant et homme politique français, maire de Nantes de 1819 à 1830.

## Biographie

### Origines et débuts
Fils de Julien-Louis Levesque, négociant à La Roche-Bernard, et Marie-Prudence Gervaizeau (qui ont eu onze enfants), Louis-Hyacinthe Levesque arrive à Nantes en 1792.
À son arrivée à Nantes, Louis-Hyacinthe se place nettement dans le camp républicain, participant au sein de la Garde nationale à la lutte contre l'insurrection vendéenne.
Il a aussi une activité de négociant et d'armateur, dans les conditions difficiles qui sont celles de la guerre quasi permanente avec l'Angleterre. Il s'engage dans l'industrie alimentaire, produisant d'abord des salaisons et du beurre salé, puis se tournant vers la conserverie de poisson (établissements au Croisic et à Belle-Île). Il investit également dans les forges de la Jahotière (Abbaretz).
Membre du Conseil des manufactures et du commerce, il est président de la Chambre de commerce de Nantes (1818-1819 et 1829-1830).

### Carrière politique
Louis-Hyacinthe Levesque entre au conseil municipal vers 1809 et devient adjoint de Louis Rousseau de Saint-Aignan en 1816.
Il est nommé maire par ordonnance royale le 14 juillet 1819, malgré son passé révolutionnaire, et installé le 24. Le conseil municipal antérieur n’est cependant pas changé ; parmi les adjoints, on peut noter le nom du député Gaspard Barbier. Le mandat lui est renouvelé le 18 juillet 1821 (adjoints notables : Gaspard Barbier, démissionnaire en 1824 ; Joseph de La Tullaye, démissionnaire en 1824 ; Nicolas Bernard des Essarts) puis le 28 décembre 1825 (adjoints notables : Nicolas Bernard des Essarts, Antoine Boubée et Henry de La Tullaye). Le conseil municipal est renouvelé en 1825 et on note la présence de : Thomas Dobrée, Louis Bureau, Pierre-Martin Marion de Procé, Christophe Laënnec, Étienne Blon.
Son mandat est marqué par la poursuite des travaux sur la rive droite de l'Erdre (rue Crébillon, rue d'Orléans, rue du Calvaire), dans l'île Feydeau (élargissement de la rue Kervégan), mais aussi par la mise en place de la statue de Louis XVI (place Louis XVI) et par le retour à Nantes du reliquaire du cœur d'Anne de Bretagne.
Il abandonne sa charge le 2 août 1830, après la chute de Charles X et les journées révolutionnaires de Nantes du 29 juillet au 2 août ; il confie la mairie à deux adjoints : Nicolas Bernard des Essarts, assisté de Joseph de La Tullaye, qui démissionnent le 3. Le secrétaire en chef Maurice Étiennez est alors nommé par arrêté préfectoral « délégué » pour les affaires courantes.
Le 26 février 1824, il est élu député du 1er arrondissement électoral de la Loire-inférieure (Nantes), face à Rousseau de Saint-Aignan. Il ne s'occupe guère que des intérêts commerciaux de sa région et de questions industrielles et vote souvent avec les ministériels, sans soutenir la politique de Villèle. Il est réélu le 23 juin 1830 et siège parmi les ministériels jusqu'à la dissolution de la Chambre en 1831.
Louis-Hyacinthe Levesque a par ailleurs été membre du Conseil général de la Loire-Inférieure.

### Vie familiale

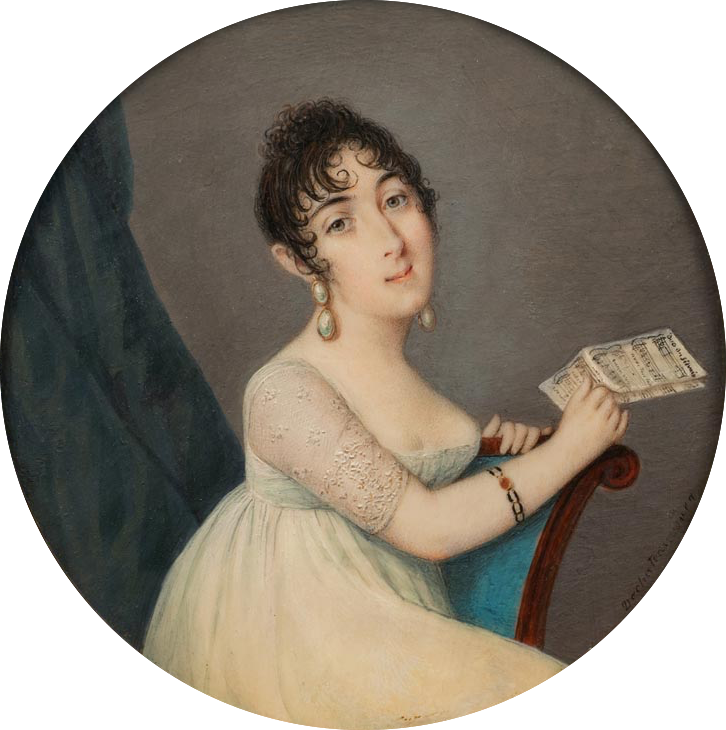
Mme Louis Levesque, née Marie-Françoise Beaumann.

En 1802, Louis-Hyacinthe Levesque épouse Marie-Françoise Beaumann, fille de François Beaumann (1780-1841), négociant et capitaine de navire, et de Marie-Françoise Portier de Lantimo, dont il aura huit enfants : Marie-Françoise (1803-1869), « Fanny », épouse du Dr Ambroise Laënnec ; Marie-Amélie (1805-1827), épouse d’Édouard Boubée ; Marie-Lucie (1807-1808), Louis-Auguste (1809-1888) : Lucie (1811-1851), épouse du négociant Joseph Adolphe Métois ; Armand (1813-1847), armateur ; Édouard (1817-1836) ; Eugène (1820-1865), courtier en marchandises, agent de change, marié à une nièce, fille d’Ambroise Laënnec ; Gustave (1826-1858).
Il serait également le père d'Adolphe d'Avril, né d'une relation avec Luce Victoire Destourelles, et qui sera adoptée par sa sœur, la baronne Avril.

#### Louis-Auguste Levesque
Fils aîné de Louis-Hyacinthe, Louis-Auguste épouse, le 9 juillet 1831, Anne-Clémence Blon, fille de l’architecte Étienne Blon, dont il aura une nombreuse descendance.
Il développe ensuite l'activité industrielle ; à Nantes, il crée en 1860 une grande rizerie à Chantenay. Il acquiert le château de la Poterie à La Chapelle-sur-Erdre.

## Décorations
- Officier de la Légion d'honneur (28 octobre 1828)
  -  Chevalier de la Légion d'honneur (23 juin 1820)

## Liens